# The Lonely Position of Neutral
The Lonely Position of Neutral é o álbum de estreia da banda Trust Company, lançado a 9 de julho de 2002, uma versão que inclui duas faixas bônus foi lançado a 19 de fevereiro de 2003. 

## Faixas
1. "Downfall" - 3:11
2. "Falling Apart" - 3:28
3. "Hover" - 3:38
4. "Running from Me" - 3:08
5. "Slipping Away" - 3:05
6. "Figure 8" - 3:55
7. "The Fear" - 3:19
8. "Deeper into You" - 3:14
9. "Drop to Zero" - 3:26
10. "Finally" - 4:10
11. "Take It All" - 3:13

## Paradas
| Ano  | Parada        | Posição |
| ---- | ------------- | ------- |
| 2002 | Billboard 200 | 11      |
| 2003 | Billboard 200 | 11      |